# Patata Kennebec
La patata Kennebec es una variedad de patata blanca de maduración que varía de temprana (mayo – junio) a tardía (septiembre – octubre). Se caracteriza por un rápido crecimiento, por lo que tiene altos rendimientos. Kennebec no se encuentra amparada bajo la ley Plant Variety Protection. Mantiene una buena calidad durante el almacenamiento y se cultiva principalmente con fines comerciales.
Fue desarrollada por el USDA en unos terrenos para testeo en Presque Isle, Maine, en 1941, a partir de variedades Chippewa ×Kathadin y variedades Earlaine × W-Ras. Hoy en día se cultiva ampliamente en Norteamérica y Europa. Crece muy bien incluso en época de sequía, por lo que se usa ampliamente en cultivos de montaña.
Es la variedad más usada en Prades, España, para la DOP Patata de Prades y en Galicia para la variedad de Patata de Galicia.

## Características botánicas
- La planta de Kennebec no está pigmentada, es grande y erecta, con tallos gruesos que tienen un ángulo prominente.
- Los brotes son de color verde grisáceo con un fondo ligeramente púrpura.
- Las hojas son anchas, largas y de color verde oscuro con nervios centrales ligeramente pubescentes.
- Los folíolos son ovados, grandes y crecen en pares de cuatro. Los folíolos secundarios ocurren en un número medio. Los folíolos terciarios raramente ocurren, si es que lo hacen. En el extremo, los folíolos permanecen ovadas y tienen puntas agudas y una base lobulada.
- Muy pocas de las grandes flores blancas emergen de los brotes verdes escasamente pubescentes.
- Los tubérculos son de grosor medio con una forma elíptica a oblonga. La piel es lisa y cremosa con ojos poco profundos.

## Características agrícolas
- Kennebec es resistente a la necrosis de la red de tubérculos, que causa el virus del enrollamiento de la hoja de la papa.
- Es moderadamente resistente al mildiu de la papa (Phytophthora infestans), a la pata negra (Erwinia carotovora), a la desecamiento radical provocada por Fusarium, a la verruga negra de la papa (Synchytrium endobioticum), a la pudrición por Phoma y a los virus S y X de la papa, así como a la descomposición de la semilla.
- Es susceptible a la costra común, a Rhizoctonia, la pudrición seca del fusarium, el tizón tardío del tubérculo, el rollo de hojas, el ojo rosado.
- Es altamente susceptible a la verticilosis (Verticillium).